# Teatro di Sant'Agostino
Il Teatro di Sant'Agostino, o Teatro Sant'Agostino, è un teatro italiano con sede a Genova, nel centro storico cittadino. È talora erroneamente chiamato Teatro della Tosse, dal nome della fondazione che lo gestisce e ha sede nel teatro dal 1987.
Dispone di tre sale, tutte collocate nello stesso ampio complesso architettonico: la Sala Aldo Trionfo (500 posti); la Sala Dino Campana (237 posti); l'Agorà-LaClaque (180 posti).
Edificato nel 1702 come teatro all'italiana, tra XIX e XX secolo ha subito molte trasformazioni. Restaurato fra il 1987 e il 1997 dall'architetto Ettore Piras, è stato il primo teatro multisala in Italia. Dal 1986 è sede della compagnia della Tosse, che dal 2005 è confluita nell'ONLUS Fondazione Luzzati - Teatro della Tosse. L'edificio è sottoposto a vincolo di tutela architettonica sin dal 1934.

## Storia

### Fra il Settecento e l'Ottocento

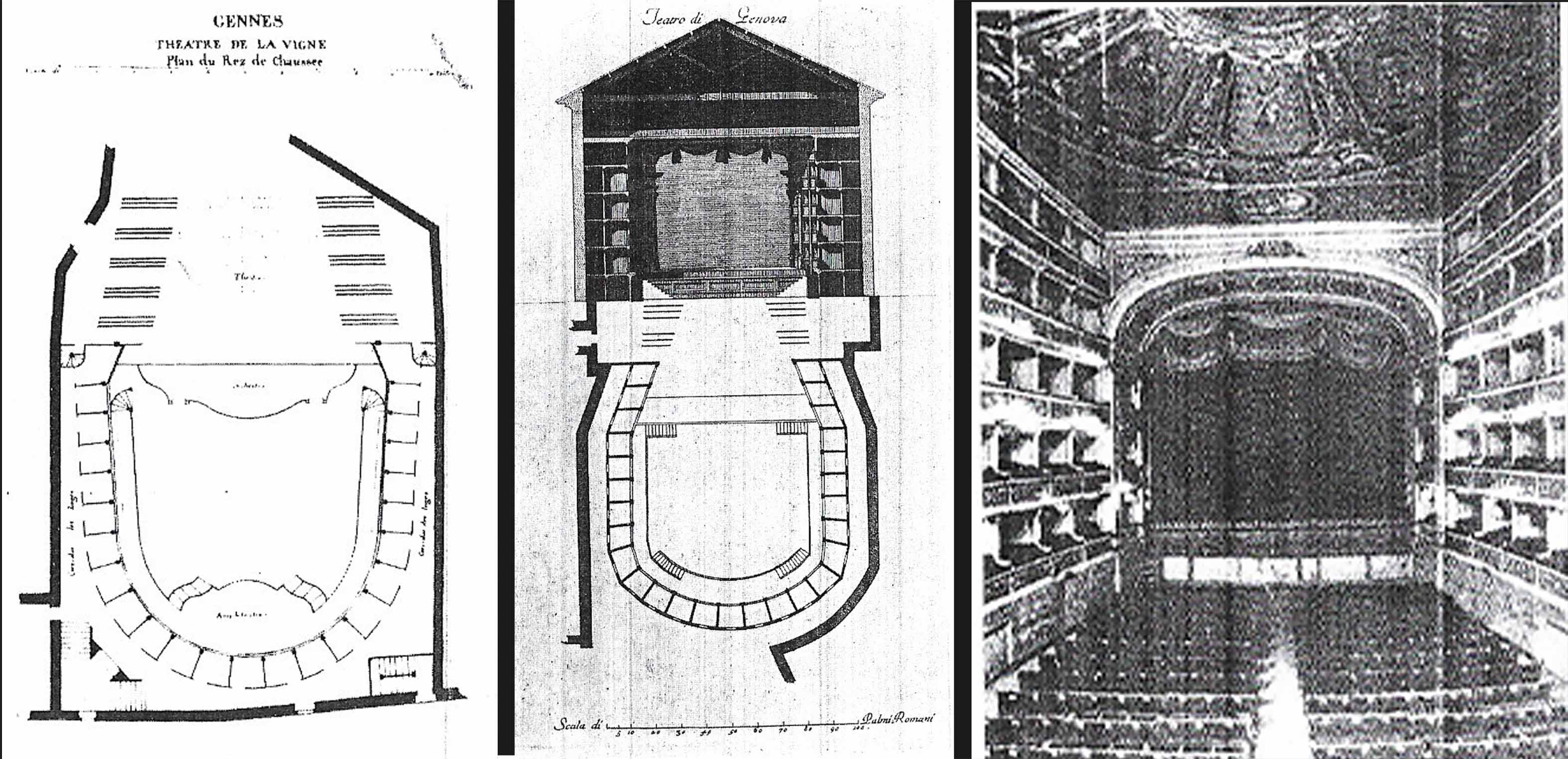
La pianta originaria del teatro e come apparivano gli interni alla fine dell'Ottocento

La struttura del Teatro Sant'Agostino nacque nel 1701 per iniziativa del nobile Nicolò Maria Pallavicino, quando acquistò dalla famiglia Durazzo alcuni terreni nell'area compresa tra le chiese di San Donato e di Sant'Agostino, edificio da cui il teatro prenderà il nome. La sala teatrale venne costruita nel 1702 secondo la tipica struttura all'italiana: sala a ferro di cavallo con cinque ordini di palchi. Venne eretto sull'area di più antichi lotti medievali, in parte distrutti durante i bombardamenti navali francesi del 1684. In seguito il teatro passò alla famiglia Durazzo, e fu ristrutturato significativamente nel 1790. Furono aggiunti due palchi per fila e sopraelevata la sala con un sesto ordine, destinato al pubblico meno abbiente.
La stessa famiglia Durazzo era allora proprietaria dell'altro teatro operistico cittadino, il Teatro del Falcone, e organizzò le stagioni liriche alternativamente, in modo che le due sale non si facessero concorrenza tra loro. Il Teatro Sant'Agostino, sebbene il Falcone fosse pubblico e di epoca precedente ma utilizzato prevalentemente dall'aristocrazia, divenne il primo teatro pubblico della città e nel 1795 ospitò il debutto di Niccolò Paganini, che eseguì le sue 14 variazioni sull'aria piemontese La Carmagnola, per chitarra e violino, in un concerto indetto dal padre per pagargli migliori studi di musica. Il teatro Sant'Agostino fu a lungo la principale sala del capoluogo, e vide ospiti imperatori, re e principi, fra i quali Filippo V a Napoleone I.
Con la costruzione del sontuoso Teatro Carlo Felice di piazza De Ferrari nel 1828, che a partire dagli anni Trenta del XIX secolo sottrasse pubblico agli altri teatri della provincia, e col mutato gusto del pubblico di fine Settecento, le altre sale subirono una forte conconcorrenza.

### Fra l'Ottocento e il Novecento

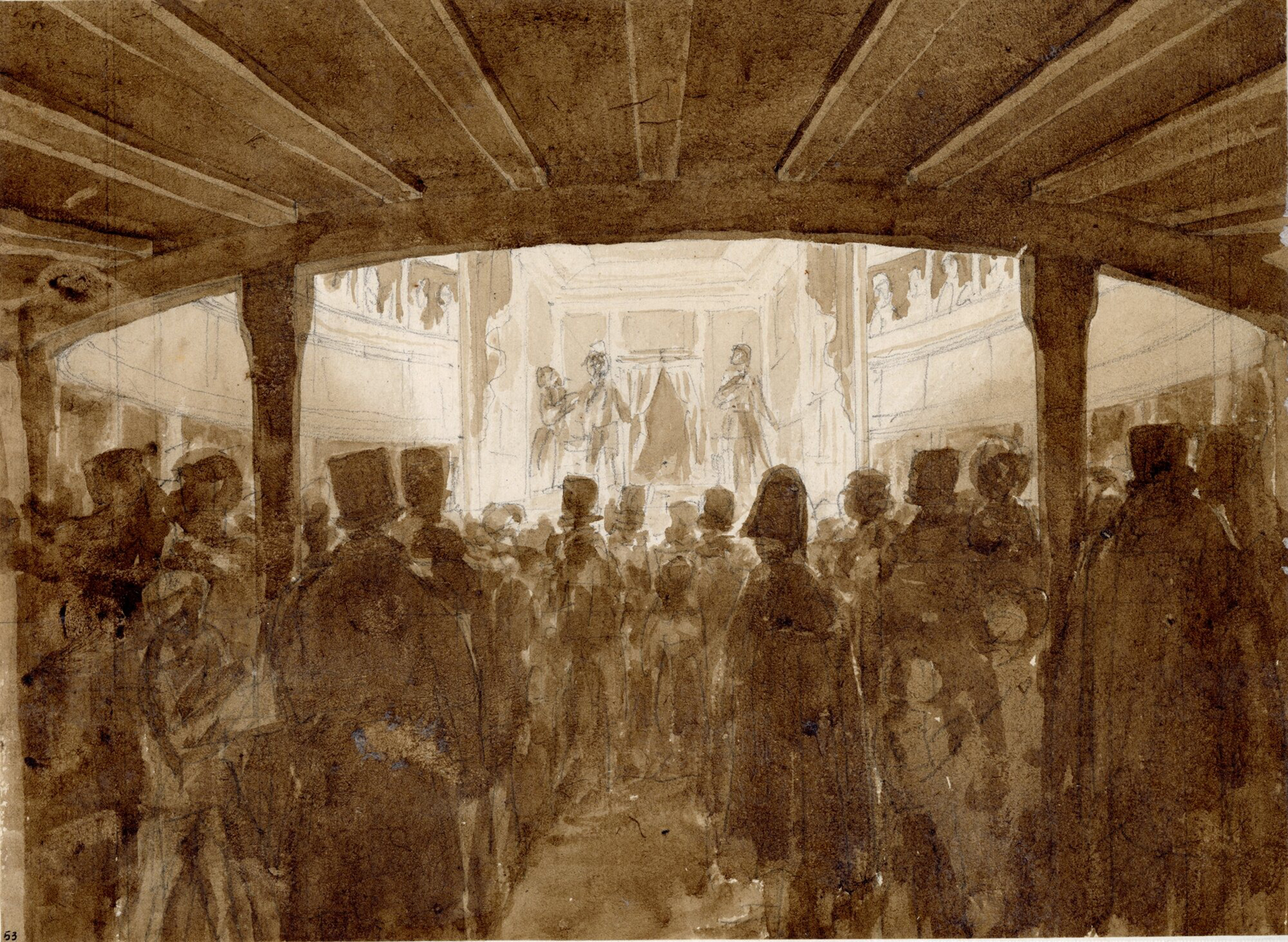
Acquerello di Luigi Garibbo di una rappresentazione al Teatro Sant'Agostino dei primissimi dell'Ottocento

Significative opere di ammodernamento e ristrutturazione si ebbero ancora nel 1818 e nel 1864. Nel 1875 Federico Alizeri descrisse così il teatro, all'epoca già rinominato in Teatro Nazionale (nominativo rimasto anche nella toponomastica moderna, dando il nome al vicolo accanto all'edificio):
(Federico Alizeri, 1875)
Restaurato alla fine dell'Ottocento, passò nel 1890 all'Accademia Filodrammatica Italiana, nata nel 1856. All'epoca disponeva di cinque ordini di palchi e una capacità di oltre 1000 persone. Fu ristrutturato nel 1925 con impianto di riscaldamento e di illuminazione elettrica. Nel 1916 Gilberto Govi vi fondò la propria compagnia.
I pesanti bombardamenti che coinvolsero Genova per cinque anni durante la seconda guerra mondiale, causono una diffusa distruzione nell'intero quartiere, senza risparmiare il teatro, che riportò ingenti danni nel 1942. Nell'immediato dopoguerra, all'inizio degli anni '50, fu prontamente ricostruito e cambiò poi nome in Teatro Aliseo.

### Fra il Novecento e gli anni Duemila

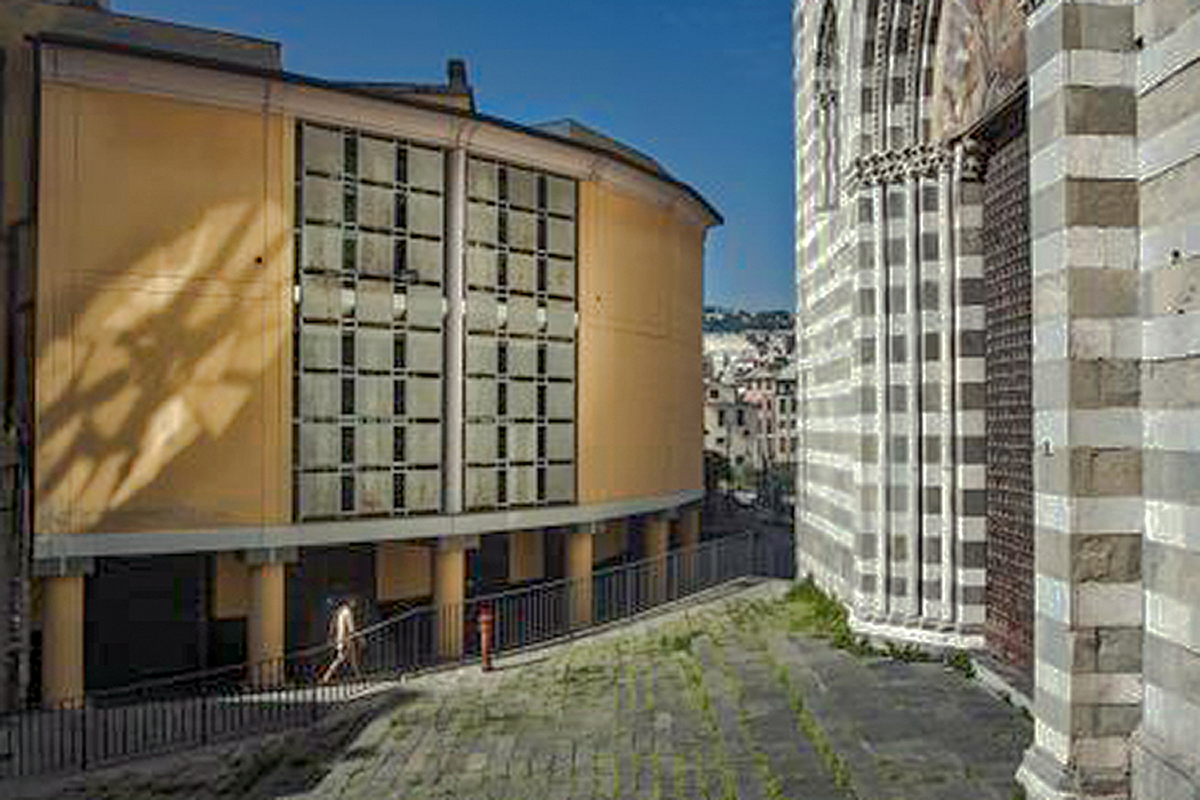
La struttura che ospita le sale Aldo Trionfo e Dino Campana, accanto alla Chiesa di Sant'Agostino

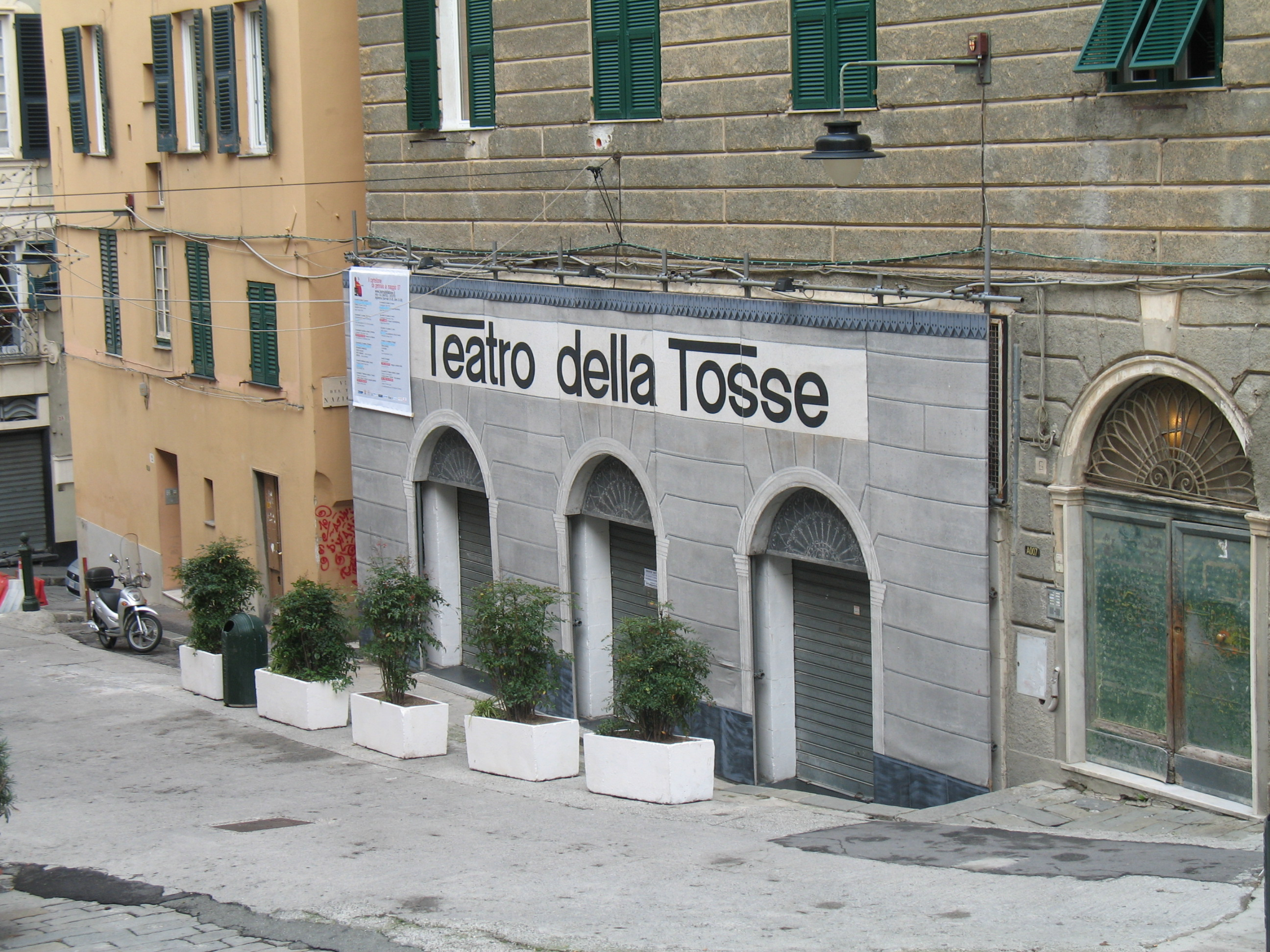
La sede della Fondazione Luzzati - Teatro della Tosse, al civico 4 nella stessa piazza

La denominazione di Teatro Aliseo fu mantenuta fino al 1987. In quell'anno, la compagnia teatrale nata in una piccola sala di Salita della Tosse, strettra traversa di via San Vincenzo, vi spostò la propria sede poiché sfrattata dal Teatro Alcione. Grazie al contributo del Comune di Genova, si ebbe il recupero del complesso architettonico e si ritornò al nome storico di Teatro Sant'Agostino. Lo spettacolo con il quale si inaugurò la nuova struttura fu la trilogia Profondo inchino in tre atti, composta da Max und Lydia di Alfred Döblin, Assassino, speranza delle donne di Oskar Kokoschka e Il suono giallo di Vasilij Kandinskij.
Ad occuparsi del progetto di riqualificazione, durato dieci anni e terminato nel 1997, fu l'architetto Ettore Piras, con la collaborazione di Emanuele Luzzati quale scenografo e di Tonino Conte quale regista. All'interno del singolo e ampio complesso architettonico, si iniziò con la creazione della sala Dino Campana (237 posti) e, in seguito, si aggiunse la sala Agorà-La Claque dall'altro lato del complesso, con accesso da via di San Donato 9 (180 posti); infine si aggiunse la sala principale Dino Trionfo (500 posti), situata accanto alla prima. Ciò fece del Teatro Sant'Agostino il primo complesso teatrale multisala in Italia.
Nel 1995 la compagnia del Teatro della Tosse fu riconosciuta come teatro stabile privato, vincendo l'anno successivo un Premio Speciale Ubu per l'attività di ricerca.
Tra le compagnie internazionali che si sono alternate sul palcoscenico del teatro: Marcel Marceau, Victoria Chaplin e Jean-Baptiste Thierrée, Peter Brook, Jan Fabre, Steven Berkoff, Lindsay Kemp, Pilobolus, Momix, Mummenschanz, Jango Edwards, Louis Falco, Les Quatuor, Maguy Marin, Eimuntas Nekrošius, Philippe Genty, Mark Ravenhill e Bette Bourne, New Riga theatre, Thomas Ostermeier.
Nel 2023 la facciata del teatro è stata sottoposta a una completa riqualificazione estetica, funzionale e di efficientamento energetico, con un intervento realizzato con fondi comunali per circa 2 milioni di euro provenienti dal Piano Nazionale di Ripresa e Resilienza dedicati al centro storico di Genova. L'inaugurazione si è tenuta il 29 settembre 2023, con una performance pubblica di danza verticale.
Nel marzo 2024, è iniziato l'iter legislativo presso la Camera dei deputati per dichiarare il teatro "monumento nazionale", insieme agli altri 14 principali teatri del capoluogo ligure.